# Dark ambient
Dark ambient este un subgen al muzicii ambient, ce este caracterizat de nuanțe amenințătoare, prevestitoare sau discordante. Dark ambientul își are rădăcinile în anii 1970, odată cu întroducerea unităților de efecte  mai noi, mai mici și mai accesibile, precum și a sintetizatoarelor și tehnologiei de sampling. Dark ambientul este un gen neobișnuit de divers, legat de muzica ambient și noise, dar în general, liber de derivate și conexiuni cu alte genuri sau stiluri.

## Origini și dezvoltare
Dark ambientul a evoluat bazându-se parțial pe câteva din albumele solo timpurii ale lui Brian Eno, (Another Green World - In Dark Trees; Music For Films - Alternative 3; Music For Films Director's Cut - Shell, Reactor, The Secret) și alumele de colaborare care au avut  în mod clar laturi întunecate sau discordante, notabil fiind "An Index of Metals" (de la Evening Star, 1975), o colaborare cu Robert Fripp ce a încorporat feedback-uri dure de chitară, piesele ambient de pe cea de-a doua jumătate albumelor lui David Bowie: Low (1977) și "Heroes", albumul de colaborare Fourth World, Vol. 1: Possible Musics (1980), cu Jon Hassell, și în particular ce-a de-a patra ediție din seria sa ambient, On Land (1982), care a avut mai multe elemente spațiale profunde, folosind adesea înregistrări de teren pentru un efect prevestitor. Un precursor timpuriu important a subgenului a fost dublul-album Zeit, de  Tangerine Dream, care a fost, spre deosebire de majoritatea albumelor lor ce au urmat, întru abandonarea oricărei idei de ritm sau melodii definite, în favoarea unei sonorități "întunecate" sinuoase, ocazional tulburătoare.